# Jordi IX de Kartli
Jordi IX segon fill de Constantí II de Geòrgia va ser associat al tron el 1488 pel seu pare. Va succeir al seu germà David X de Kartli el 1522 quan es va fer monjo. Va abdicar el 1534 i va prendre els hàbits sota el nom de Gerasimi el 1535. El va succeir el seu nebot Luarsab I de Kartli, fill de David X. Va morir passat el 1540.